# Riedlingen
Riedlingen é uma cidade da Alemanha, no distrito de Biberach, na região administrativa de Tubinga, estado de Baden-Württemberg.
O escitor Ernst Jünger viveu numa aldeia perto de Riedlingen.
Mario Gómez, um jogador de futebol alemão, que joga no time [ACF Fiorentina] e para a seleção da Alemanha, é nascido lá.